# Kchun-šan
Okres Kchun-šan (čínsky pchin-jinem Kūnshān Shì, znaky 昆山市) je městský okres v městské prefektuře Su-čou v provincii Ťiang-su u jihovýchodního pobřeží Čínské lidové republiky. Má rozlohu 865 čtverečních kilometrů a trvalé bydliště zde mělo k roku 2009 zhruba sedm set tisíc obyvatel. Od jádra Su-čou, pro které funguje jako satelitní město, je vzdálen zhruba třicet kilometrů východně směrem k Šanghaji, jejíž jádro je zhruba šedesát kilometrů na jihovýchod. Blízkost velkých středisek i prudký hospodářských rozvoj v okrese samotném je jedním z důvodů, proč zde k roku 2009 mělo dalších ještě zhruba milion obyvatel přechodné bydliště.

## Doprava
V Kchun-šanu je stanice na vysokorychlostní trati z Pekingu do Šanghaje, která je zde vedena po viaduktu Tan-jang-Kchun-šan, nejdelším mostě na světě.

## Dějiny a kultura
V okrese vznikl koncem 14. století na počátku mingské kultury operní žánr kchun-čchü, původně jako regionální varianta dramat čchuan-čchi.

### Rodáci
- Cu Čchung-č’ (429–500), matematik a astronom
- Fej Sin (* 1385), voják a cestopisec
- Sia Čchang (1388–1470), kaligraf, malíř a básník
- Kuej Jou-kuang (1506–1571), spisovatel
- Liang Čchen-jü (1519–1593), dramatik, zejména místního žánru kchun-čchü
- Ku Jen-wu (1613–1682), konfuciánský filozof
- Kung Sien (asi 1618 – 1689), malíř, jeden z Osmi nankingských mistrů
- Fej Ťün-lung (* 1965), kosmonaut

## Hospodářství
V Kchun-šanu má továrny řada firem, mimo jiné čínský výrobce elektrotechniky Foxconn nebo japonský Shimano vyrábějící potřeby pro cyklisty a rybáře.